# Nordine Kandil
Nordine Kandil, né le 31 octobre 2001 à Strasbourg (Bas-Rhin), est un footballeur franco-marocain qui évolue au poste de milieu offensif au Amiens SC.

## Biographie

### Jeunesse et formation à Strasbourg
Nordine Kandil naît le 31 octobre 2001 à Strasbourg, dans le Bas-Rhin, et grandit dans le quartier de la Meinau.
Il intègre en 2007 le centre de formation du RC Strasbourg dans sa ville natale, sans aucun passage dans un club amateur.
Le 1er décembre 2018, il dispute son premier match en équipe réserve face à l'US Raon-l'Étape (défaite, 3-1). En fin de saison 2018-2019, il est vice-champion de National 3 avec l'équipe réserve de Strasbourg en ayant pris part à quatre matchs.
Le 15 février 2020, il reçoit sa première titularisation contre Sarreguemines FC (match nul, 2-2).
Le 25 septembre 2021, il inscrit son premier but face au CSO Amnéville (victoire, 0-2). Le 17 octobre 2021, il remplace Kevin Gameiro à la 81e minute et fait ses débuts professionnels en Ligue 1 face à l'AS Saint-Étienne et délivre pour son premier match sa première passe décisive à Habib Diallo (victoire, 5-1).
Le 2 avril 2023, à l'occasion d'un match de Ligue 1 contre l'AS Monaco, il délivre une passe décisive sur le but inscrit par Habib Diallo (défaite, 4-3),.

#### Prêt au FC Annecy
Le 9 août 2023, Nordine Kandil est prêté sans option d'achat au FC Annecy.
Le 16 mars 2024, Nordine Kandil inscrit son premier but en professionnel face aux Girondins de Bordeaux, le troisième but de la rencontre qui permet au FC Annecy de s'imposer 3 buts à 1.
Au total, pour la saison 2023-2024, il prend part à 36 matches de championnat, inscrit 4 buts et délivre 7 passes décisives. 

### En sélection
Possédant un double passeport français et marocain, Nordine Kandil a l'embarras du choix concernant les sélections nationales.
Le 22 mars 2023, il rejoint le Maroc olympique sous le nouveau sélectionneur Issame Charaï pour un match amical face à la Côte d'Ivoire olympique à Rabat dans le cadre des préparations à la Coupe d'Afrique des nations de football des moins de 23 ans qui se déroulera au Maroc en 2023,. Lors de ce match, il entre en jeu en fin de match en remplaçant Couhaib Driouech (défaite, 2-3). Sur le banc deux jours plus tard face au Togo olympique (victoire, 2-0), il remplace Nassim Chadli lors du troisième match face enchaîne face à l'Ouzbékistan olympique, le 27 mars 2023 en disputant l'entièreté de la deuxième mi-temps (victoire, 3-0).

## Style de jeu
Nordine Kandil est décrit par l'entraîneur Julien Stéphan comme étant « un joueur différent des autres joueurs, déstabilisant, créateur et s'améliore dans la récupération des ballons. »,.

## Statistiques

### Statistiques détaillées
| Saison                | Club                  | Championnat           | Championnat | Championnat | Championnat | Coupe(s) nationale(s) | Coupe(s) nationale(s) | Coupe(s) nationale(s) | Compétition(s) continentale(s) | Compétition(s) continentale(s) | Compétition(s) continentale(s) | Compétition(s) continentale(s) | Maroc | Maroc | Maroc | Total | Total | Total |
| Saison                | Club                  | Division              | M.          | B.          | P.d.        | M.                    | B.                    | P.d.                  | Comp.                          | M.                             | B.                             | P.d.                           | M.    | B.    | P.d.  | M.    | B.    | P.d.  |
| 2018-2019             | RC Strasbourg B       | Régional              | 4           | 0           | 0           | -                     | -                     | -                     | -                              | -                              | -                              | -                              | -     | -     | -     | 4     | 0     | 0     |
| 2019-2020             | RC Strasbourg B       | Régional              | 6           | 0           | 0           | -                     | -                     | -                     | -                              | -                              | -                              | -                              | -     | -     | -     | 6     | 0     | 0     |
| 2020-2021             | RC Strasbourg B       | Régional              | 3           | 0           | 0           | -                     | -                     | -                     | -                              | -                              | -                              | -                              | -     | -     | -     | 3     | 0     | 0     |
| Sous-total            | Sous-total            | Sous-total            | 13          | 0           | 0           | -                     | -                     | -                     | -                              | -                              | -                              | -                              | -     | -     | -     | 13    | 0     | 0     |
| 2021-2022             | RC Strasbourg         | Ligue 1               | 5           | 0           | 1           | -                     | -                     | -                     | -                              | -                              | -                              | -                              | -     | -     | -     | 5     | 0     | 1     |
| 2022-2023             | RC Strasbourg         | Ligue 1               | 7           | 0           | 1           | -                     | -                     | -                     | -                              | -                              | -                              | -                              | -     | -     | -     | 7     | 0     | 1     |
| Sous-total            | Sous-total            | Sous-total            | 12          | 0           | 2           | -                     | -                     | -                     | -                              | -                              | -                              | -                              | -     | -     | -     | 12    | 0     | 2     |
| 2023-2024             | FC Annecy             | Ligue 2               | 36          | 4           | 7           | 2                     | 0                     | 0                     | -                              | -                              | -                              | -                              | -     | -     | -     | 38    | 4     | 7     |
| Total sur la carrière | Total sur la carrière | Total sur la carrière | 61          | 4           | 9           | 2                     | 0                     | 0                     | -                              | -                              | -                              | -                              | 0     | 0     | 0     | 63    | 4     | 9     |

## Palmarès

### En club
RC Strasbourg B
- National 3 :
  - Vice-champion : 2019.